# Elateridae
Famille

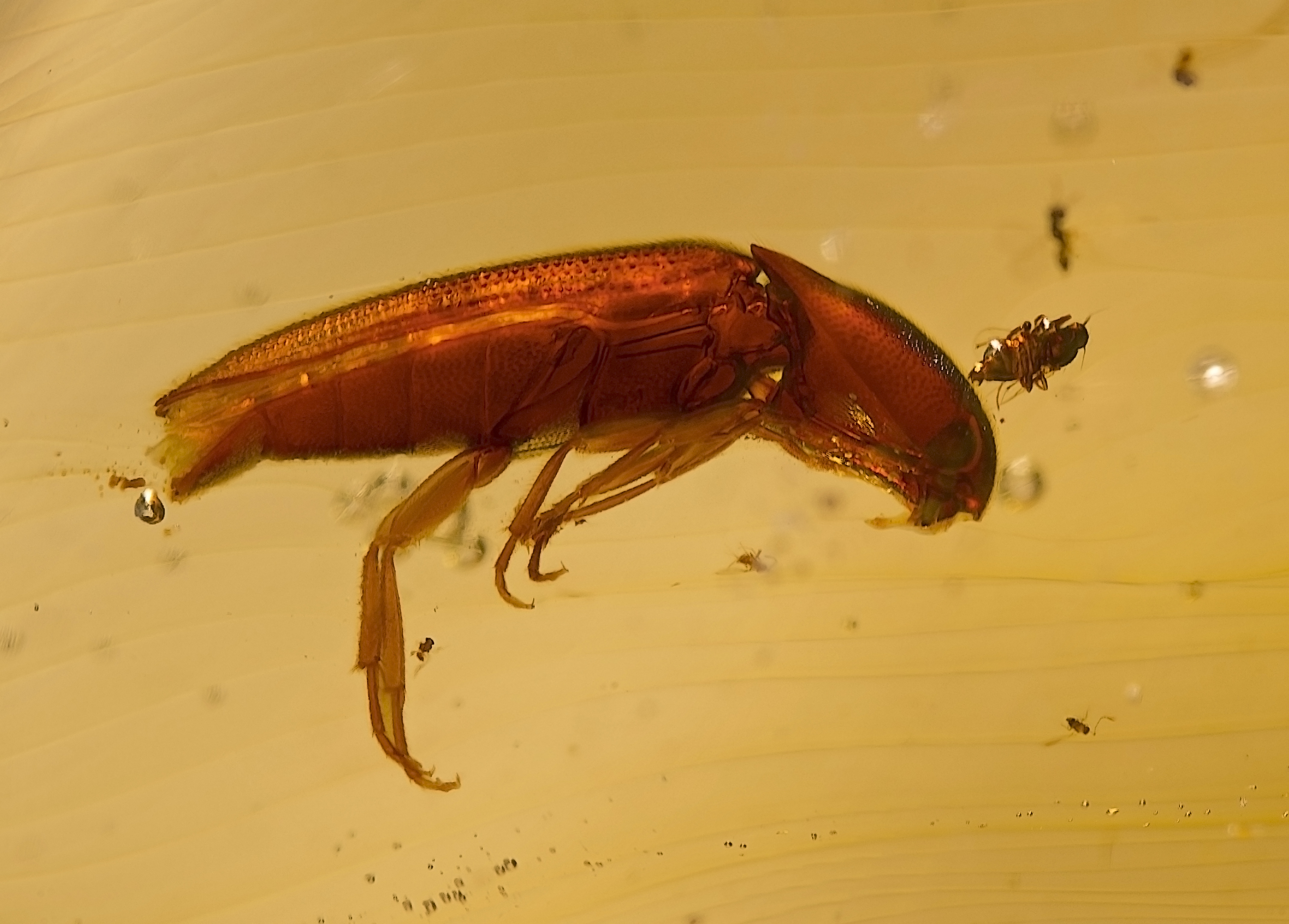
Élatéridé dans du copal de Madagascar

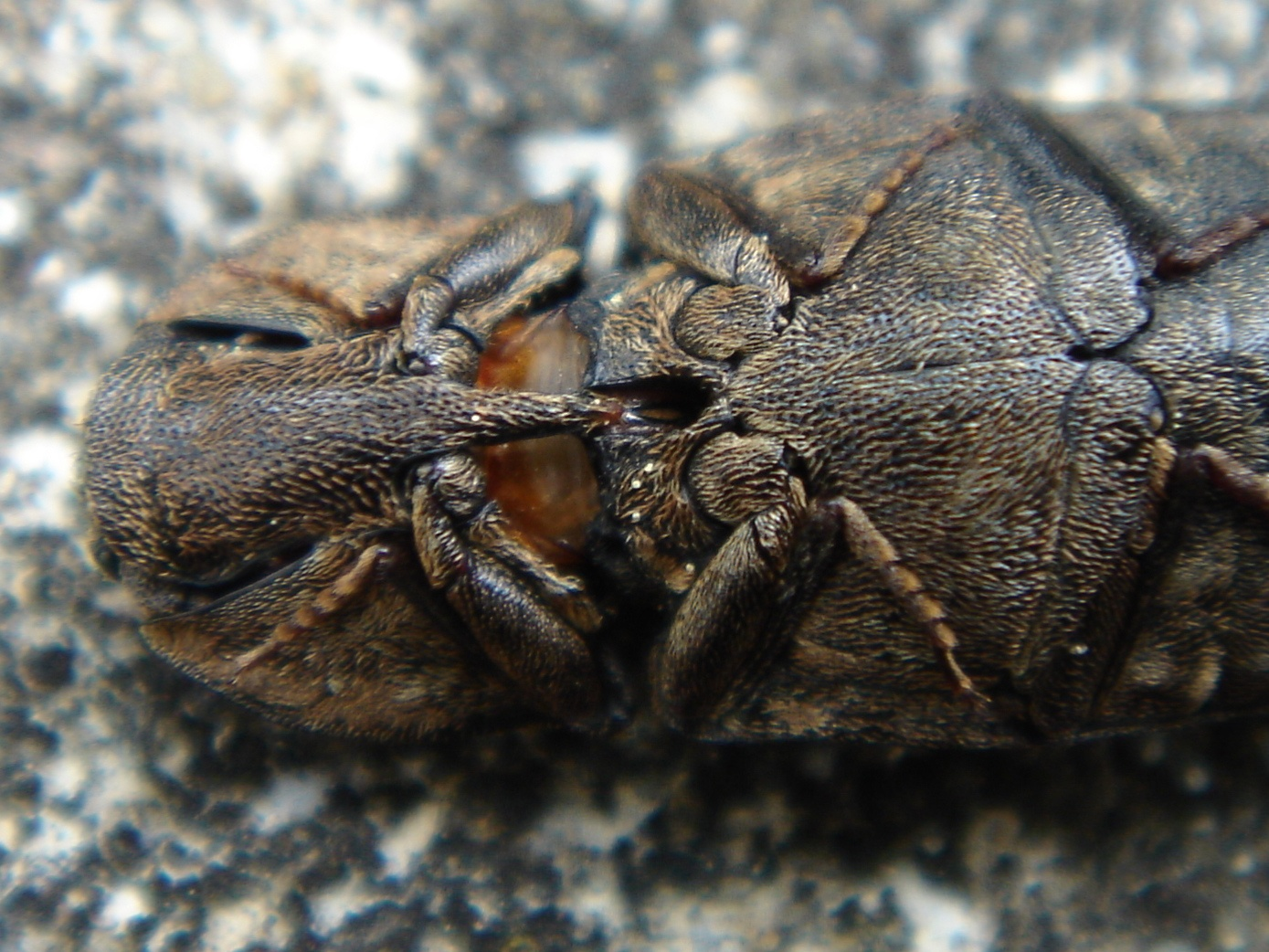
Adelocera murina sur le dos, le mécanisme de fermeture est visible.

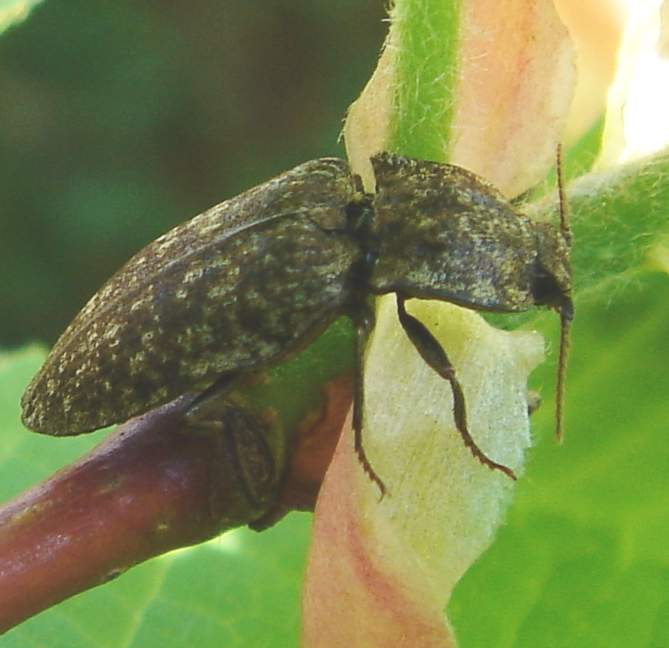
Adelocera murina sur une branche

Les élatéridés forment une famille de coléoptères qui correspond aux taupins. Cette famille comprend plus de 7 000 espèces. De forme allongée ils ont pour caractéristique de sauter en l'air pour se remettre sur leurs pattes lorsqu'ils sont placés sur le dos. Les larves de cette famille, allongées et cylindriques, dites « Vers fil de fer » sont phytophages ou carnivores. Elles vivent dans le bois pourri ou dans le sol.

## Systématique
Cette famille a été décrite par le naturaliste anglais William Elford Leach en 1815.

### Synonymie
- Cebrionidae

### Taxinomie
Cette famille est partagée en différentes sous-familles :
- Agrypninae,
- Anischiinae,
- Aplastinae,
- Cardiophorinae,
- Cebrioninae,
- Dendrometrinae,
- Denticollinae,
- Dicronychinae,
- Elaterinae,
- Hypnoidinae,
- Lissominae,
- Melanotinae,
- Negastriinae,
- Prosterninae,
- Subprotelaterinae,
- Thylacosterninae.

Quelques genres
- Actenicerus Kiesenwetter, 1858
- Adrastus
- Aeolus
- Agriotes Eschscholtz, 1829
- Agrypnus
- Alaus
- Ampedus Dejean, 1833
- Anchastus
- Anostirus C.G. Thomson, 1859
- Aplotarsus Stephens, 1830
- Athous  Eschscholtz, 1829
- Berninelsonius
- Betarmon
- Brachygonus
- Brachylacon
- Calambus
- Campsosternus Latreille, 1834
- Cardiophorus
- Cebrio Olivier, 1790
- Chalcolepidus
- Cidnopus C.G. Thomson, 1859
- Conoderus
- Crepidophorus
- Ctenicera Latreille, 1829
- Dacnitus
- Dalopius
- Danosoma
- Denticollis
- Diacanthus
- Dicronychus
- Dima
- Drasterius.
- Eanus LeConte, 1861
- Ectamenogonus
- Ectinus
- Elater
- Eopenthes.
- Fleutiauxellus
- Hemicrepidius Germar, 1837
- Heteroderes
- Horistonotus
- Horistonotus
- Hypnoidus
- Hypoganus
- Hypolithus
- Idolus
- Ischnodes
- Itodacne
- Lacon Laporte de Castelnau, 1836
- Limoniscus
- Limonius
- Liotrichus
- Megapenthes
- Melanotus
- Melanoxanthus
- Metanomus
- Negastrius
- Neopristilophus
- Nothodes
- Oedostethus
- Orithales
- Paracardiophorus
- Paraphotistus Kishii, 1966
- Peripontius
- Pheletes
- Pityobius
- Podeonius
- Porthmidius
- Procraerus
- Prodrasterius
- Prosternon
- Pseudathous
- Pseudanostirus
- Pyrophorus
- Quasimus
- Reitterelater
- Selatosomus Stephens, 1830
- Sericus
- Simodactylus
- Stenagostus
- Synaptus
- Zorochros

Genre fossile
- †Cardiosyne, un genre éteint datant du Trias et trouvé en Argentine